# Samsung Galaxy (电子竞技)

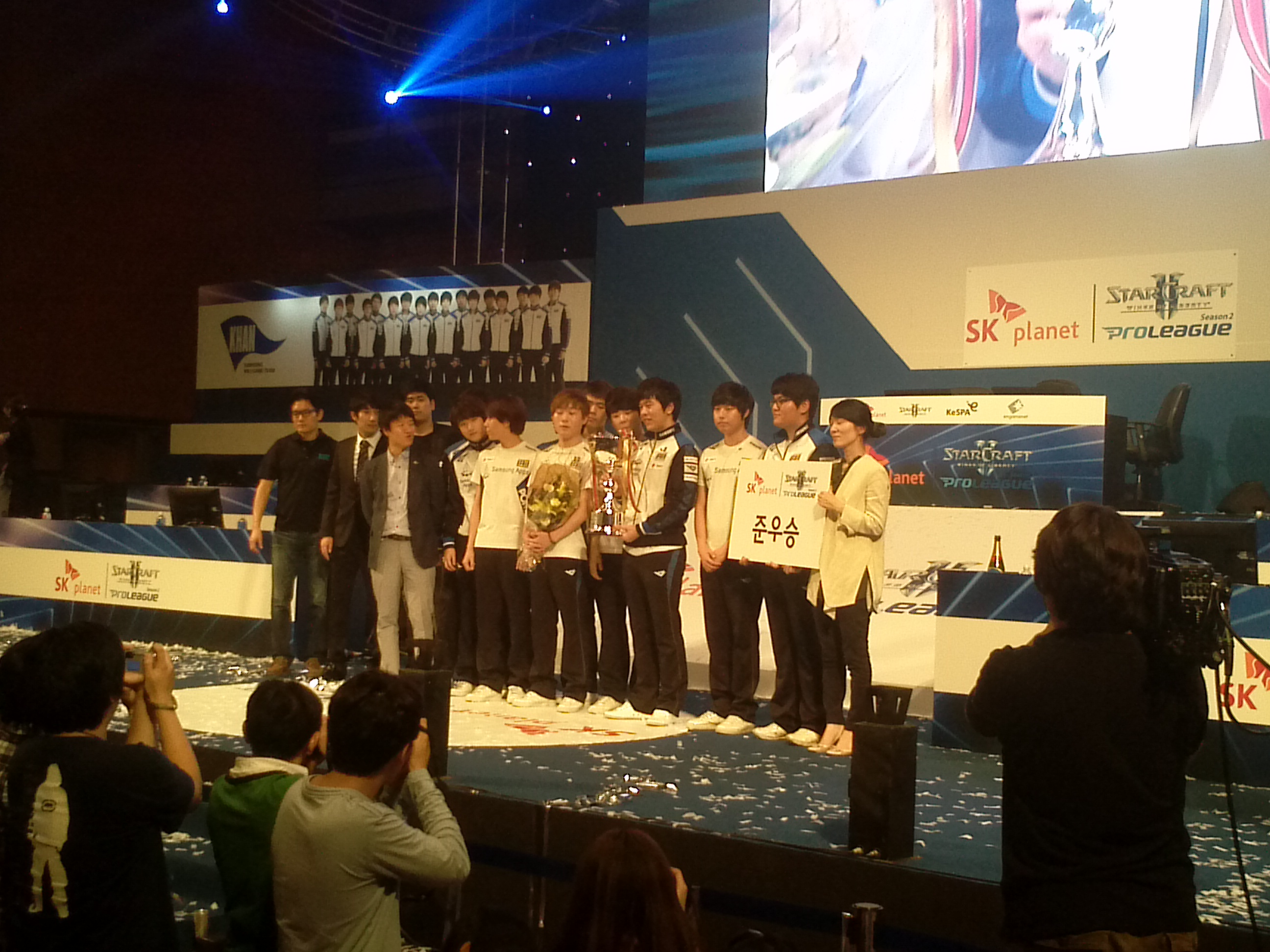
在2012年星际争霸II职业联赛上的Samsung Galaxy队员们

Samsung Galaxy（简称SSG）是韩国公司三星电子旗下的职业电子竞技企业队伍。成立期间，队伍下设《英雄联盟》、《星际争霸》以及《星际争霸II》分部。
Samsung Galaxy《英雄联盟》分部成立于2013年9月7日，他们收购了MVP的两支队伍MVP Blue和MVP White并更名为“Samsung Galaxy Blue”（SSB，俗称三星蓝）和“Samsung Galaxy White”（SSW，俗称三星白）。Samsung White获得了英雄联盟2014赛季全球总决赛冠军。两支队伍随后进行了合并并以“Samsung Galaxy”之名参赛，新队伍并获得了英雄联盟2016赛季全球总决赛亚军和英雄联盟2017赛季全球总决赛冠军。2017年底，KSV宣布从三星手中收购了这一战队，后更名为Gen.G。

## 前队员

### 星际争霸II

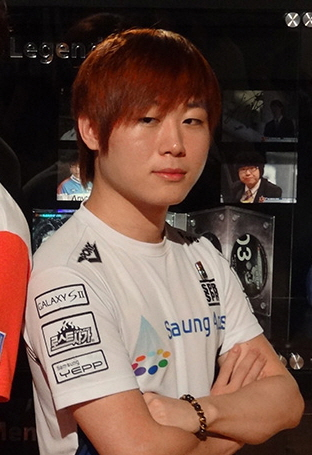
2012年的许永茂

#### 人族
- 金基贤（1993年6月6日），ID：Reality
- 朴大镐（1992年12月20日），ID：TurN

#### 神族
- 宋炳具（英语：Song Byung-gu）（1988年8月3日），ID：Stork[gm]，通常缩写为“Stork”
- 白东俊（1994年4月25日），ID：Dear[ScM]，通常缩写为“Dear”
- 许永茂（1989年5月3日），ID：Dream.t)JangBi，通常缩写为“JangBi”。许永茂在2011年到2012年间赢得了两次OSL（OnGameNet Starleague）的背靠背冠军，两次均为击败了SK Telecom T1的郑明壎（英语：Jung Myung-hoon）。
- 柳秉准（1993年6月26日），ID：KT.MGW)Grape，通常缩写为“Grape”。柳秉准现在于《英雄联盟》以“Ggoong”的ID担任Najin e-mFire中单。

#### 虫族
- 李英汉（1991年8月24日），ID：Shine
- 姜敏寿（1996年5月9日），ID：Solar
- 辛无烈（1991年1月19日），ID：NsP_RorO，通常缩写为“RorO”

### 英雄联盟

#### Samsung Galaxy
- 李成金（ID：CuVee）
- 姜赞镕（ID：Ambition）
- 姜旼丞（ID：Haru）
- 李民晧（ID：Crown）
- 朴载赫（ID：Ruler）
- 李胜柱（ID：Stitch）
- 曺容仁（ID：CoreJJ）
- 权智敏（ID：Wraith）

#### Samsung Galaxy White
- 蒋亨硕（ID：Looper）
- 崔仁奎（ID：DanDy）
- 许元硕（ID：PawN）
- 具晟彬（ID：imp）
- 赵世亨（ID：Mata）

#### Samsung Galaxy Blue
- 崔川舟（ID：Acorn）
- 李多允（ID：Spirit）
- 裴语镇（ID：dade）
- 金赫奎（ID：Deft）
- 李关炯（ID：Heart）

## 比赛成绩

### 星际争霸
- 2008年 — 新韩银行星际争霸职业联赛冠军

### 英雄联盟
- 冠军 — Ongamenet英雄联盟冠军联赛2014年春季赛
- 冠军 — 英雄联盟2014赛季全球总决赛
- 亚军 — 英雄联盟2016赛季全球总决赛
- 冠军 — 英雄联盟2017赛季全球总决赛